# 拓拔魏得羅介
拓拔魏得羅介（学名：Dolerocypria tpbawei，2013年由Hsiang-Ying Li 将学名修订为Dolerocypria tobawei）为海星介科得羅介屬下的一个种。